# Ricinin
A ricinin mérgező alkaloid. Megtalálható a ricinus (Ricinus communis) magjában. (A magban található a ricin nevű fehérje is, ami sokkal erősebb méreg a ricininnél.)
A központi idegrendszer stimulánsa. Izomgörcsöket és légzési elégtelenséget okoz.

## Fordítás
Ez a szócikk részben vagy egészben  a   Ricinin című német Wikipédia-szócikk fordításán alapul.  Az eredeti cikk szerkesztőit annak laptörténete sorolja fel. Ez a jelzés csupán a megfogalmazás eredetét és a szerzői jogokat jelzi, nem szolgál a cikkben szereplő információk forrásmegjelöléseként.

## Külső hivatkozások
1. 1 2 3  Latoxan Technical Data Sheet Archiválva 2011. február 10-i dátummal a Wayback Machine-ben.